# Fernanda Brito
Fernanda Brito Reyes (* 14. Februar 1992 in Santiago de Chile) ist eine ehemalige chilenische Tennisspielerin.

## Karriere
Brito, die im Alter von sieben Jahren das Tennisspielen begann, bevorzugt dabei laut ITF-Profil Sandplätze.
Sie spielt überwiegend Turniere auf dem ITF Women’s Circuit, bei denen sie bislang 30 Einzel- und 34 Doppeltitel gewonnen hat.
Im Jahr 2011 spielte Brito erstmals für die chilenische Billie-Jean-King-Cup-Mannschaft; ihre Billie-Jean-King-Cup-Bilanz weist 5 Siege bei 14 Niederlagen aus.
Bei den Südamerikaspielen 2018 in Cochabamba gewann sie eine Bronzemedaille im Einzel. 2024 erhielt sie wegen eines Korruptionsfalls im Tennis eine sechsmonatige Sperre.

## Turniersiege

### Einzel
| Nr. | Datum              | Turnier                  | Kategorie   | Belag | Finalgegnerin          | Ergebnis       |
| --- | ------------------ | ------------------------ | ----------- | ----- | ---------------------- | -------------- |
| 1.  | 19. November 2011  | Concepción               | ITF $10.000 | Sand  | Carla Lucero           | 6:3, 6:4       |
| 2.  | 8. September 2012  | Buenos Aires             | ITF $10.000 | Sand  | Vanessa Furlanetto     | 3:6, 7:65, 6:4 |
| 3.  | 15. September 2012 | Buenos Aires             | ITF $10.000 | Sand  | Catalina Pella         | 6:3, 0:6, 7:5  |
| 4.  | 13. Oktober 2012   | São Paulo                | ITF $10.000 | Sand  | Carolina Zeballos      | 1:6, 6:2, 6:4  |
| 5.  | 9. August 2014     | Santa Fe                 | ITF $10.000 | Sand  | Guadalupe Pérez Rojas  | 4:6, 6:4, 6:4  |
| 6.  | 6. September 2014  | Quito                    | ITF $10.000 | Sand  | Eduarda Piai           | 7:5, 0:6, 6:0  |
| 7.  | 12. April 2015     | Santiago de Chile        | ITF $10.000 | Sand  | Nadia Podoroska        | 6:1, 6:0       |
| 8.  | 2. Mai 2015        | Villa del Dique          | ITF $10.000 | Sand  | Guadalupe Pérez Rojas  | 7:5, 6:3       |
| 9.  | 9. Mai 2015        | Villa María              | ITF $10.000 | Sand  | Julieta Lara Estable   | 6:3, 4:6, 7:62 |
| 10. | 24. Oktober 2015   | Santa Cruz               | ITF $10.000 | Sand  | Melina Ferrero         | 6:2, 6:4       |
| 11. | 7. Mai 2016        | Villa María              | ITF $10.000 | Sand  | Elizabeth Halbauer     | 4:6, 6:3, 6:2  |
| 12. | 16. Oktober 2016   | Hammamet                 | ITF $10.000 | Sand  | Marie Temin            | 6:3, 7:5       |
| 13. | 5. November 2016   | Cúcuta                   | ITF $10.000 | Sand  | María Fernanda Herazo  | 4:6, 6:4, 6:1  |
| 14. | 7. Mai 2017        | Santa Margherita di Pula | ITF $15.000 | Sand  | Ludmilla Samsonova     | 6:3, 6:3       |
| 15. | 25. Juni 2017      | Hammamet                 | ITF $15.000 | Sand  | Bianca Turati          | 6:0, 6:2       |
| 16. | 7. Oktober 2017    | Villa del Dique          | ITF $15.000 | Sand  | Stephanie Mariel Petit | 6:3, 6:2       |
| 17. | 14. Oktober 2017   | Buenos Aires             | ITF $15.000 | Sand  | Thaisa Grana Pedretti  | 1:6, 7:5, 7:5  |
| 18. | 16. Dezember 2017  | Santa Cruz               | ITF $15.000 | Sand  | Ana Sofía Sánchez      | 6:4, 6:3       |
| 19. | 17. Juni 2018      | Hammamet                 | ITF $15.000 | Sand  | Natalia Siedliska      | 6:2, Aufgabe   |
| 20. | 24. Juni 2018      | Hammamet                 | ITF $15.000 | Sand  | Katharina Hobgarski    | 6:4, 6:2       |
| 21. | 1. Juli 2018       | Hammamet                 | ITF $15.000 | Sand  | Andrea Lázaro García   | 6:1, 6:0       |
| 22. | 11. August 2018    | Guayaquil                | ITF $15.000 | Sand  | Gabriela Cé            | 7:5, 6:4       |
| 23. | 18. August 2018    | Guayaquil                | ITF $15.000 | Sand  | Bárbara Gatica         | 6:2, 6:2       |
| 24. | 25. August 2018    | Lambaré                  | ITF $15.000 | Sand  | Jazmin Ortenzi         | 6:1, 1:6, 6:4  |
| 25. | 2. September 2018  | Asunción                 | ITF $15.000 | Sand  | Gabriela Cé            | 6:3, 6:3       |
| 26. | 22. September 2018 | Buenos Aires             | ITF $15.000 | Sand  | Catalina Pella         | 6:1, 6:4       |
| 27. | 17. November 2018  | Villa del Dique          | ITF $15.000 | Sand  | Carla Lucero           | 6:3, 6:3       |
| 28. | 21. April 2019     | Guayaquil                | ITF W15     | Sand  | Yuliana Lizarazo       | 7:64, 4:6, 7:5 |
| 29. | 28. April 2019     | Bucaramanga              | ITF W15     | Sand  | Carla Lucero           | 4:6, 6:3, 6:3  |
| 30. | 6. Oktober 2019    | Santiago de Chile        | ITF W15     | Sand  | Eugenia Ganga          | 6:2, 6:3       |

### Doppel
| Nr. | Datum              | Turnier                  | Kategorie   | Belag     | Partnerin               | Finalgegnerinnen                                            | Ergebnis          |
| --- | ------------------ | ------------------------ | ----------- | --------- | ----------------------- | ----------------------------------------------------------- | ----------------- |
| 1.  | 5. Dezember 2009   | La Serena                | ITF $10.000 | Sand      | Verónica Cepede Royg    | Andrea Koch Benvenuto Giannina Minieri                      | 4:6, 6:0, [10:6]  |
| 2.  | November 2010      | Concepción               | ITF $10.000 | Sand      | Daniela Seguel          | Karen Castiblanco Camila Silva                              | 6:2, 6:3          |
| 3.  | 7. April 2012      | Ribeirao Preto           | ITF $10.000 | Hartplatz | Raquel Piltcher         | Gabriela Cé Carla Forte                                     | 6:3, 5:7, [10:7]  |
| 4.  | 14. September 2012 | Buenos Aires             | ITF $10.000 | Sand      | Daniela Seguel          | Sofía Luini Guadalupe Pérez Rojas                           | 6:1, 6:3          |
| 5.  | 13. Oktober 2012   | São Paulo                | ITF $10.000 | Sand      | Guadalupe Pérez Rojas   | Flávia Dechandt Araújo Carolina Zeballos                    | 4:6, 6:2, [10:5]  |
| 6.  | 2. November 2013   | Buenos Aires             | ITF $10.000 | Sand      | Carolina de los Santos  | Ana Victoria Gobbi Monllau Constanza Vega                   | 7:63, 4:6, [10:6] |
| 7.  | 22. März 2014      | Santiago de Chile        | ITF $10.000 | Sand      | Camila Silva            | Sofía Blanco Nadia Podoroska                                | 1:6, 7:65, [10:7] |
| 8.  | 10. Oktober 2014   | Lima                     | ITF $10.000 | Sand      | Eduarda Piai            | Victoria Bosio Francesca Segarelli                          | 4:6, 7:69, [10:6] |
| 9.  | 17. Oktober 2014   | Lima                     | ITF $10.000 | Sand      | Eduarda Piai            | María Paulina Pérez Paula Pérez García                      | 7:60, 6:4         |
| 10. | 1. Mai 2015        | Villa del Dique          | ITF $10.000 | Sand      | Camila Giangreco Campiz | Ana Victoria Gobbi Monllau Constanza Vega                   | 6:3, 6:74, [10:6] |
| 11. | 1. August 2015     | Buenos Aires             | ITF $10.000 | Sand      | Daniela Seguel          | Nathaly Kurata Eduarda Piai                                 | 6:2, 6:2          |
| 12. | 7. August 2015     | Buenos Aires             | ITF $10.000 | Sand      | Daniela Seguel          | Nathaly Kurata Eduarda Piai                                 | 6:3, 6:2          |
| 13. | 8. April 2016      | São José do Rio Preto    | ITF $10.000 | Sand      | Constanza Vega          | Carolina Meligeni Alves Julieta Estable                     | 2:6, 6:4, [10:6]  |
| 14. | 29. April 2016     | Villa del Dique          | ITF $10.000 | Sand      | Camila Giangreco Campiz | Nathaly Kurata Eduarda Piai                                 | 6:3, 7:5          |
| 15. | 19. August 2016    | Medellin                 | ITF $10.000 | Sand      | Camila Giangreco Campiz | María Fernanda Herazo Carla Lucero                          | 6:4, 6:2          |
| 16. | 26. August 2016    | Cali                     | ITF $10.000 | Sand      | Camila Giangreco Campiz | Emily Appleton Naomi Totka                                  | 6:1, 6:4          |
| 17. | 28. Oktober 2016   | Pereira                  | ITF $10.000 | Sand      | Camila Giangreco Campiz | María Paulina Pérez Paula Andrea Pérez                      | 6:1, 6:2          |
| 18. | 16. Dezember 2016  | Santa Cruz               | ITF $10.000 | Sand      | Camila Giangreco Campiz | Victoria Bosio Victoria Rodríguez                           | 6:2, 7:5          |
| 19. | 6. Mai 2017        | Santa Margherita di Pula | ITF $15.000 | Sand      | Noelia Zeballos         | Maria Masini Lisa Ponomar                                   | 6:3, 0:6, [10:3]  |
| 20. | 24. Juni 2017      | Hammamet                 | ITF $15.000 | Sand      | Noelia Zeballos         | Lucía de la Puerta Uribe Guiomar Maristany Zuleta de Reales | 6:1, 6:3          |
| 21. | 6. Oktober 2017    | Villa del Dique          | ITF $15.000 | Sand      | Camila Giangreco Campiz | Mariana Correa Flavia Guimaraes Bueno                       | 6:3, 6:3          |
| 22. | 13. Oktober 2017   | Buenos Aires             | ITF $15.000 | Sand      | Camila Giangreco Campiz | Bárbara Gatica Guillermina Naya                             | 7:5, 0:6, [10:5]  |
| 23. | 28. Oktober 2017   | Lambaré                  | ITF $15.000 | Sand      | Camila Giangreco Campiz | Thaisa Grana Pedretti Noelia Zeballos                       | ohne Spiel        |
| 24. | 3. November 2017   | Asunción                 | ITF $15.000 | Sand      | Camila Giangreco Campiz | Thaisa Grana Pedretti Nathaly Kurata                        | 7:67, 6:4         |
| 25. | 9. März 2018       | Campinas                 | ITF $15.000 | Sand      | Camila Giangreco Campiz | Lara Escauriza Marcela Zacarías                             | 6:4, 4:6, [10:4]  |
| 26. | 16. Juni 2018      | Hammamet                 | ITF $15.000 | Sand      | Sofía Luini             | Claudia Hoste Ferrer Elixane Lechemia                       | 6:3, 6:2          |
| 27. | 23. Juni 2018      | Hammamet                 | ITF $15.000 | Sand      | Paula Barañano          | CIrene Burtillo Escorihuela Claudia Hoste Ferrer            | 7:65, 6:4         |
| 28. | 12. August 2018    | Guayaquil                | ITF $15.000 | Sand      | Sofía Luini             | Bárbara Gatica Rebeca Pereira                               | 6:1, 6:0          |
| 29. | 17. August 2018    | Guayaquil                | ITF $15.000 | Sand      | Sofía Luini             | Martina Capurro Taborda Camila Romero                       | 7:65, 6:3         |
| 30. | 24. August 2018    | Lambaré                  | ITF $15.000 | Sand      | Camila Giangreco Campiz | Bárbara Gatica Rebeca Pereira                               | 6:4, 4:6, [10:3]  |
| 31. | 2. September 2018  | Asunción                 | ITF $15.000 | Sand      | Camila Giangreco Campiz | Marcela Bueno Anastasia Shaulskaya                          | 6:0, 6:2          |
| 32. | 21. September 2018 | Buenos Aires             | ITF $15.000 | Sand      | Camila Giangreco Campiz | Julieta Lara Estable Catalina Pella                         | 7:5, 7:62         |
| 33. | 20. April 2019     | Guayaquil                | ITF W15     | Sand      | María Paulina Pérez     | Mara Schmidt Anastasia Shaulskaya                           | 6:3, 7:63         |
| 34. | 27. April 2019     | Bucaramanga              | ITF W15     | Sand      | María Paulina Pérez     | Yuliana Lizarazo Antonia Samudio                            | 6:2, 6:2          |